# Bryophyllum
Bryophyllum je sekcija roda Kalanchoe koja uključuje oko 20 vrsta s Madagaskara. Nakon što su ove vrste bile uključene mnogo godina u rod Kalanchoe, danas su uzete u obzir mnoge različitosti među tim rodovima, koje su bile dovoljne da se ove vrste svrstaju u zaseban rod[nedostaje izvor].
Rubovi listova na većini ovih vrsta proizvode veliku količinu mladih biljaka, koje nakon što padnu s glavne biljke počinju odmah dalje rasti. U većini zbirki, ove vrste se smatraju korovom.
Neke vrste Bryophylluma budu zadržane, zbog svog lijepog lišća i cvjetova, ali nakon nekog vremena dolazi do invazije zbog prevelikog razmnožavanja ove vrste.

## Vrste
Evo nekoliko vrsta[nedostaje izvor]:
- Bryophyllum beauverdii
- Bryophyllum daigremontianum
- Bryophyllum fedtschenkoi
- Bryophyllum proliferum
- Bryophyllum tubiflorum
- Bryophyllum uniflorum